# NGC 1468
NGC 1468 est une vaste galaxie lenticulaire relativement éloignée et située dans la constellation de l'Éridan. NGC 1468 a été découverte par l'astronome français Édouard Stephan en 1881.

## Caractéristiques
Sa vitesse par rapport au fond diffus cosmologique est de 9 756 ± 9 km/s, ce qui correspond à une distance de Hubble de 144 ± 10 Mpc (∼470 millions d'al).
À ce jour, une mesure non basée sur le décalage vers le rouge (redshift) donne une distance d'environ 111,000 Mpc (∼362 millions d'al). Cette valeur est à l'extérieur mais compatible avec les valeurs de la distance de Hubble. Notons cependant que c'est avec la valeur moyenne des mesures indépendantes, lorsqu'elles existent, que la base de données NASA/IPAC calcule le diamètre d'une galaxie et qu'en conséquence le diamètre de NGC 1468 pourrait être d'environ 59,3 kpc (∼193 000 al) si on utilisait la distance de Hubble pour le calculer.
Selon la base de données Simbad, NGC 1468 est une radiogalaxie.
En raison d'une brillance de surface égale à 14,16 mag/am2, on peut qualifier NGC 1464 de galaxie à faible brillance de surface (LSB en anglais pour low surface brightness). Les galaxies LSB sont des galaxies diffuses (D) avec une brillance de surface inférieure de moins d'une magnitude à celle du ciel nocturne ambiant.